# Vertido cero
El vertido cero, también conocido como descarga líquida cero es un proceso sostenible en el que se busca recuperar agua y valorizar o minimizar la producción de residuos. 
El concepto de vertido cero se basa en el uso de técnicas y procesos que hacen posible la reutilización de la totalidad de las aguas residuales con un doble objetivo: 
1. reducir al máximo el consumo de agua de red
2. minimizar la cantidad de residuos que deben ser gestionados externamente.

## Beneficios
Las ventajas de la aplicación de esta filosofía, en relación con la solución convencional, son numerosas, destacando especialmente las siguientes:
- Ahorro en el consumo de agua de red.
- Reducción radical de la cantidad de residuos a gestionar externamente.
- Mejora de la imagen corporativa por la sensibilidad ambiental que demuestra la implantación de este sistema.
- Facilidad para la posterior implantación de un sistema de gestión medioambiental.
- Ahorro económico en la gestión de residuos externa.
- Ahorro económico en la fiscalidad del vertido.
- Ahorro económico en posibles sanciones administrativas por no adecuación del vertido a la normativa.
- Flexibilidad del sistema en cuanto a cambios en la composición.
- Necesidad de poco espacio, pues son sistemas compactos.
- Simplicidad de explotación.
- Alto grado de automatización.
- No necesidad de personal técnico especializado.
- Bajo coste de personal.
- Ahorro en el consumo de reactivos químicos.
- Elevado nivel de autosuficiencia en el consumo de agua.
- Posibilidad de aprovechar calores residuales de otros procesos, disminuyendo extraordinariamente los costes de explotación.

Aparte de los puntos mencionados, un sistema de vertido cero conlleva interesantes ventajas como: reducir los costes de gestión de aguas residuales, tener que almacenar menos volumen de líquidos contaminantes peligrosos en el propio recinto industrial, reducir el número de transportes de estos residuos minimizando el riesgo de accidentes y consumo de gasóleo.
El campo de aplicación de este sistema de gestión es tan amplio como el número de actividades diferentes que generan efluentes líquidos, con alguna pequeña limitación.
En definitiva, estas técnicas permiten racionalizar la gestión de residuos líquidos en la industria, lo que conlleva a una evidente mejora para el medio ambiente y contribuye a la reducción de los costes de explotación de las empresas.